# Кожевников, Борис Тихонович
Бори́с Ти́хонович Коже́вников (1906—1985) ― советский композитор, военный дирижёр, полковник, профессор военно-дирижёрского факультета Московской консерватории,  Заслуженный деятель искусств РСФСР.

## Биография
Родился 13 декабря (30 ноября) 1906 года в Новгороде.
В 1933 году окончил Харьковский музыкально-драматический институт по классической композиции и по классическому дирижированию. Одновременно в 1931—1932 годах служил дирижером и композитором в драматических театрах Харькова и писал музыку к спектаклям.
В 1942 году совершенствовался в адъюнктуре при Военном факультете Московской консерватории. В том же году защитил кандидатскую диссертацию, став кандидатом искусствоведения.
В 1940—1944 годах работает преподавателем военного факультета Московской консерватории.
В 1944 года стал вести класс инструментовки и теоретических предметов в Высшем училище военных капельмейстеров Красной Армии. В 1950—1954 также работал начальником Института военных дирижеров.
В 1954 году вновь вернулся в Московскую консерваторию. До 1960 года был начальником кафедры теории и истории музыки, а с 1960—1966 годах ― начальник кафедры инструментовки военного факультета Московской консерватории.
За время своей преподавательской деятельности воспитал таких будущих военных дирижёров и преподавателей, как Е. Аксёнов, Н. Баландин, И. Бойко, Даниил Браславский, Л. Дунаев, В. Емельянов, М. Кац, Е. Москаленко, В. Петров, В. Худолей.
Написал около 200 музыкальных произведений, в том числе пять симфоний. Особое внимание уделял сочинениям для духового оркестра.
Умер 8 апреля 1985 года в Москве. Прах захоронен в колумбарии на Ваганьковском кладбище.

## Награды и звания
- Орден Красного Знамени
- Орден Красной Звезды
- Орден «Знак Почёта»
- Заслуженный деятель искусств РСФСР
- Серебряная медаль им. А. В. Александрова (1972)
- Профессор
- Кандидат искусствоведения